# Nowshera Tawi
Der Nowshera Tawi (auch Tawi) ist ein Zufluss des Flusses Chanab im indischen Unionsterritorium Jammu und Kashmir. 
Der Nowshera Tawi hat seinen Ursprung am Südwesthang des Pir Panjal. Er strömt anfangs in westlicher Richtung, später in südlicher Richtung durch den Distrikt Rajouri. Er passiert dabei die Distrikthauptstadt Rajouri. Der so genannte Punch Highway verläuft entlang dem Mittellauf des Nowshera Tawi. Der Fluss durchfließt das Hügelland, das dem Pir Panjal vorgelagert ist. Kurz vor der Ortschaft Nowshera, die am rechten Flussufer liegt, durchschneidet er einen kleineren Gebirgskamm. 3,5 km oberhalb von Nowshera überquert der Punch Highway den Fluss.
Die letzten 20 km unterhalb von Nowshera strömt der Nowshera Tawi nach Osten. Der Fluss vereinigt sich schließlich bei Potha mit dem von Osten kommenden Neari Tawi zum Munawwar Tawi, der weiter Richtung Süden fließt und 20 km nördlich der Stadt Sialkot in den Chanab mündet. Der Nowshera Tawi hat eine Länge von ca. 100 km. Er entwässert ein Areal von 1200 km².